# 1953 في الأرجنتين
فيما يلي قوائم الأحداث التي وقعت خلال عام 1953  م في الأرجنتين.

## رياضة
- 18 يناير – جائزة الأرجنتين الكبرى 1953 الفائز البرتو اسكاري.

## مواليد

### يناير
- 1 يناير – ألفونسو لورينزو لاعب كرة قدم أرجنتيني.
- 1 يناير – إنريكي تشيمينتو لاعب كرة قدم أرجنتيني.
- 1 يناير – رامون أستودييو لاعب كرة قدم أرجنتيني.
- 1 يناير – فرانسيسكو بيريز لاعب كرة قدم أرجنتيني.
- 3 يناير – اينزو فيريرو مدرب، ولاعب كرة قدم أرجنتيني.
- 4 يناير – نوربيرتو ألونسو لاعب كرة قدم أرجنتيني.

### فبراير
- 19 فبراير – كريستينا فرنانديز دي كيرشنر سياسية أرجنتينية.

### أبريل
- 8 أبريل – أوسكار ألبرتو أورتيز لاعب كرة قدم أرجنتيني.

### مايو
- 23 مايو – إنزو تروسيرو مدرب، ولاعب كرة قدم أرجنتيني.
- 25 مايو – دانييل باساريلا لاعب كرة قدم أرجنتيني.

### يونيو
- 7 يونيو – خوليو أسد

### يوليو
- 19 يوليو – رينيه هاوسمان لاعب كرة قدم أرجنتيني.

### أغسطس
- 31 أغسطس – ميجيل أنخيل غيرا

### أكتوبر
- 2 أكتوبر – لويس ألبرتو راموس لاعب كرة قدم أرجنتيني.
- 9 أكتوبر – بياتريس سالومون ممثلة أرجنتينية.

### نوفمبر
- 5 نوفمبر – هوغو كورو ملاكم أرجنتيني.

## وفيات

### يناير
- 1 يناير – كارلوس بيلوكي (مواليد 1895) ممثل أرجنتيني.